# Omali Yeshitela
Omali Yeshitela, né Joseph Waller le 9 octobre 1941 à St. Petersburg en Floride, est un militant pour les droits civiques américains, en particulier pour l'auto-détermination des Noirs Africains dans le monde.
L'extrait d'un de ses discours figure sur le morceau Wolves dans l'album Let's Get Free du groupe américain de rap Deadprez,.
En avril 2023, il est mis en examen par le département américain de la justice ainsi que trois autres membres de l'African People's Socialist Party (APSP). Ils sont accusés d’avoir collaboré avec les services de renseignement russes en vue d’influencer les élections aux États-Unis. Ils risquent jusqu’à dix ans de prison. Selon l'accusation, les quatre prévenus ont reçu de l'argent et du soutien de la part d'Alexander Ionov, un citoyen russe opérant sous couverture et qui se présentait comme le dirigeant d'un mouvement antimondialisation, ainsi que de la part d'espions du FSB, les services secrets russes. 
Omali Yeshitela se serait rendu en Russie en 2015 pour passer un accord avec le mouvement d'Alexander Ionov. En 2016, ce dernier a financé une tournée de manifestations organisées par l'APSP pour soutenir une « pétition sur le crime de génocide contre le peuple africain aux États-Unis ». Les prévenus auraient également tenté d'influencer en 2017 et 2019 les élections locales à St. Petersburg, en Floride, où est basé leur parti. Ils sont également soupçonnés d'avoir cherché à influencer les élections nationales de 2020.